# De Groote Magazijnen
De Groote Magazijnen (bewust met twee oo's gespeld) was een Vlaams radioprogramma op Radio 2. Tijdens de uitzending losten de presentatoren vragen van luisteraars op over de meest uiteenlopende onderwerpen.

## Concept
De Groote Magazijnen was aanvankelijk een vijf minuten durend item in het regionale programma "Brabant Op Donderdag". Het concept van het programma was dat mensen vragen konden stellen over "het fijne van de dingen", bijvoorbeeld "hoe komt het dat een boemerang terugkeert?", "wiens eigendom is de maan?", "wat is de oorsprong van de militaire paradepas?", ... Het onderzoeks- en presentatieteam, bestaande uit Marc Van den Hoof, Karel Vereertbrugghen, Chris Borry, Chris Jonckers, Herwig Van Hove en Bert Van Molle, ging dan op zoek naar antwoorden. Hun uitgangspunt was dat er altijd wel een expert of specialist in de materie moest zijn. Ze belden dan deze mensen op of nodigden hen uit naar de studio. Een van de bekendere mensen met een vraag was Willy Vandersteen. In het kader van een stripalbum rond De Geuzen wou hij weten welke belegeringstuigen er werden ingezet tijdens het Beleg van Oostende (1601-1604)?
Hugo Matthysen schreef ook cursiefjes voor het programma in de rubriek "Gloednieuw Gedachtengoed",  waarbij hij een absurde stelling op humoristische wijze verder probeerde te analyseren.
Vanwege de grote populariteit van het programma kwamen er in 1988 en 1989 twee boeken uit met elk 250 vragen en hun respectievelijke antwoorden. Ook Matthysen's cursiefjes werden hierin mee afgedrukt.
Het latere radioprogramma Jongens & Wetenschap was in veel opzichten de opvolger van "De Groote Magazijnen".

## Bron
- Van Den Hoof, M., Brys, E., Van Molle, B., Vereertbrugghen, K., "De Groote Magazijnen 1", BRT Uitgave, 1988.
- Van Den Hoof, M., Brys, E., Van Molle, B., Vereertbrugghen, K., "De Groote Magazijnen 2", BRT Uitgave, 1989.